# Estación La Luna
La Luna fue una detención del ferrocarril del Ramal Santa Fe - Santa Bárbara, ubicada en sector rural de La Luna, en la comuna chilena de Santa Bárbara, inaugurada junto a la ampliación de la línea, en 1921.
- Datos: Q5843097